# Élections municipales de 2021 à Repentigny
Les élections municipales de 2021 à Repentigny se sont déroulées le 7 novembre 2021. Trois candidats se présentent à la mairie à la suite de la décision de la mairesse Chantal Deschamps de ne pas briguer un nouveau mandat après 24 ans à la tête de la ville de Repentigny.

## Candidats
Les candidatures en date du 5 juin 2021 sont les suivantes :
| Candidat       | Domaine professionnel | Parti | Parti                                       |
| -------------- | --------------------- | ----- | ------------------------------------------- |
| Nicolas Dufour | Relations publiques   |       | Avenir Repentigny                           |
| Éric Chartré   | Immobilier            |       | Repentigny Ensemble                         |
| Martin Nadon   | Gestion               |       | Parti démocratique de Repentigny Le Gardeur |

## Sondages
| Source          | Date                      | Lien | Nicolas Dufour | Éric Chartré | Martin Nadon | Ne sait pas/Refus | Échantillon | Marge d'erreur |
| --------------- | ------------------------- | ---- | -------------- | ------------ | ------------ | ----------------- | ----------- | -------------- |
| Source          | Date                      | Lien |                |              |              |                   | Échantillon | Marge d'erreur |
| Léger Marketing | 29 septembre au 4 octobre | HTML | 34 %           | 22 %         | 8 %          | 36 %              | 350         | ± 5,2%         |

## Résultats

### Mairie
| Candidat              | Candidat              | Parti                                       | Voix   | %     |
| --------------------- | --------------------- | ------------------------------------------- | ------ | ----- |
|                       | Nicolas Dufour        | Avenir Repentigny                           | 17 391 | 61,94 |
|                       | Éric Chartré          | Repentigny Ensemble                         | 8 397  | 29,91 |
|                       | Martin Nadon          | Parti démocratique de Repentigny Le Gardeur | 2 290  | 8,16  |
|                       |                       |                                             |        |       |
| Bulletins valides     | Bulletins valides     | Bulletins valides                           | 28 078 | 98,70 |
| Bulletins rejetés     | Bulletins rejetés     | Bulletins rejetés                           | 371    | 1,30  |
| Total                 | Total                 | Total                                       | 28 449 | 100   |
| Abstentions           | Abstentions           | Abstentions                                 | 37 027 | 56,55 |
| Taux de participation | Taux de participation | Taux de participation                       | 65 476 | 43,45 |

### Districts électoraux

#### Résumé
| Parti                  | Parti                                       | Candidats              | Voix   | %     | +/-   | Sièges | +/-           |
| ---------------------- | ------------------------------------------- | ---------------------- | ------ | ----- | ----- | ------ | ------------- |
|                        | Avenir Repentigny                           | 12                     | 16 220 | 57,70 | Nv.   | 12     | 12            |
|                        | Repentigny Ensemble                         | 12                     | 9 224  | 32,81 | 19,22 | 0      | 7             |
|                        | Parti démocratique de Repentigny Le Gardeur | 12                     | 2 669  | 9,49  | 38,48 | 0      | 5             |
|                        |                                             |                        |        |       |       |        |               |
| Suffrages exprimés     | Suffrages exprimés                          | Suffrages exprimés     | 28 113 | 98,82 |       |        |               |
| Votes nuls             | Votes nuls                                  | Votes nuls             | 336    | 1,18  |       |        |               |
| Total                  | Total                                       | Total                  | 28 449 | 100   | -     | 12     | en stagnation |
| Abstention             | Abstention                                  | Abstention             | 37 027 | 56,55 |       |        |               |
| Inscrits/Participation | Inscrits/Participation                      | Inscrits/Participation | 65 476 | 43,45 |       |        |               |

#### Résultats individuels
|                        | Raymond Masse          | Avenir Repentigny                           | 1 485 | 61,36 |  |  |
|                        | Josée Mailhot          | Repentigny Ensemble                         | 809   | 33,43 |  |  |
|                        | Daniel Bleau           | Parti démocratique de Repentigny-Le Gardeur | 126   | 5,21  |  |  |
|                        |                        |                                             |       |       |  |  |
| Suffrages exprimés     | Suffrages exprimés     | Suffrages exprimés                          | 2 420 | 98,61 |  |  |
| Votes nuls             | Votes nuls             | Votes nuls                                  | 34    | 1,39  |  |  |
| Total                  | Total                  | Total                                       | 2 454 | 100   |  |  |
| Abstention             | Abstention             | Abstention                                  | 2 944 | 54,54 |  |  |
| Inscrits/Participation | Inscrits/Participation | Inscrits/Participation                      | 5 398 | 45,46 |  |  |

|                        | Jacques Prescott       | Avenir Repentigny                           | 1 109 | 59,50 |  |  |
|                        | Manon Boudreau         | Repentigny Ensemble                         | 603   | 32,35 |  |  |
|                        | Sonya Arsenault        | Parti démocratique de Repentigny-Le Gardeur | 152   | 8,15  |  |  |
|                        |                        |                                             |       |       |  |  |
| Suffrages exprimés     | Suffrages exprimés     | Suffrages exprimés                          | 1 864 | 98,62 |  |  |
| Votes nuls             | Votes nuls             | Votes nuls                                  | 26    | 1,38  |  |  |
| Total                  | Total                  | Total                                       | 1 890 | 100   |  |  |
| Abstention             | Abstention             | Abstention                                  | 3 314 | 63,68 |  |  |
| Inscrits/Participation | Inscrits/Participation | Inscrits/Participation                      | 5 204 | 36,32 |  |  |

|                        | Karine Benoit          | Avenir Repentigny                           | 1 193 | 60,25 |  |  |
|                        | Alain Boudreau         | Repentigny Ensemble                         | 616   | 31,11 |  |  |
|                        | Katherine Laverdure    | Parti démocratique de Repentigny-Le Gardeur | 171   | 8,64  |  |  |
|                        |                        |                                             |       |       |  |  |
| Suffrages exprimés     | Suffrages exprimés     | Suffrages exprimés                          | 1 980 | 99,10 |  |  |
| Votes nuls             | Votes nuls             | Votes nuls                                  | 18    | 0,90  |  |  |
| Total                  | Total                  | Total                                       | 1 998 | 100   |  |  |
| Abstention             | Abstention             | Abstention                                  | 3 325 | 62,46 |  |  |
| Inscrits/Participation | Inscrits/Participation | Inscrits/Participation                      | 5 323 | 37,54 |  |  |

|                        | Luc Rhéaume            | Avenir Repentigny                           | 1 181 | 50,47 |  |  |
|                        | Cécile Hénault         | Repentigny Ensemble                         | 1 041 | 44,49 |  |  |
|                        | Sophie El Debs         | Parti démocratique de Repentigny-Le Gardeur | 118   | 5,04  |  |  |
|                        |                        |                                             |       |       |  |  |
| Suffrages exprimés     | Suffrages exprimés     | Suffrages exprimés                          | 2 340 | 98,44 |  |  |
| Votes nuls             | Votes nuls             | Votes nuls                                  | 37    | 1,56  |  |  |
| Total                  | Total                  | Total                                       | 2 377 | 100   |  |  |
| Abstention             | Abstention             | Abstention                                  | 2 794 | 54,03 |  |  |
| Inscrits/Participation | Inscrits/Participation | Inscrits/Participation                      | 5 171 | 45,97 |  |  |

|                        | Bernard Landreville    | Avenir Repentigny                           | 1 335 | 50,02 |  |  |
|                        | Jean-Philippe Simard   | Repentigny Ensemble                         | 1 222 | 45,78 |  |  |
|                        | Giuliano Carola        | Parti démocratique de Repentigny-Le Gardeur | 112   | 4,20  |  |  |
|                        |                        |                                             |       |       |  |  |
| Suffrages exprimés     | Suffrages exprimés     | Suffrages exprimés                          | 2 669 | 98,45 |  |  |
| Votes nuls             | Votes nuls             | Votes nuls                                  | 42    | 1,55  |  |  |
| Total                  | Total                  | Total                                       | 2 711 | 100   |  |  |
| Abstention             | Abstention             | Abstention                                  | 3 125 | 53,55 |  |  |
| Inscrits/Participation | Inscrits/Participation | Inscrits/Participation                      | 5 836 | 46,45 |  |  |

|                        | Martine Roux           | Avenir Repentigny                           | 1 166 | 47,94 |  |  |
|                        | Sylvain Benoit         | Repentigny Ensemble                         | 1 114 | 45,81 |  |  |
|                        | Dave McGraw            | Parti démocratique de Repentigny-Le Gardeur | 152   | 6,25  |  |  |
|                        |                        |                                             |       |       |  |  |
| Suffrages exprimés     | Suffrages exprimés     | Suffrages exprimés                          | 2 432 | 99,02 |  |  |
| Votes nuls             | Votes nuls             | Votes nuls                                  | 24    | 0,98  |  |  |
| Total                  | Total                  | Total                                       | 2 456 | 100   |  |  |
| Abstention             | Abstention             | Abstention                                  | 2 968 | 54,72 |  |  |
| Inscrits/Participation | Inscrits/Participation | Inscrits/Participation                      | 5 424 | 45,28 |  |  |

|                        | Joubert Simon          | Avenir Repentigny                           | 1 706 | 64,16 |  |  |
|                        | Lucie Fortin           | Repentigny Ensemble                         | 750   | 28,21 |  |  |
|                        | Alexandra Berardo      | Parti démocratique de Repentigny-Le Gardeur | 203   | 7,63  |  |  |
|                        |                        |                                             |       |       |  |  |
| Suffrages exprimés     | Suffrages exprimés     | Suffrages exprimés                          | 2 659 | 99,07 |  |  |
| Votes nuls             | Votes nuls             | Votes nuls                                  | 25    | 0,93  |  |  |
| Total                  | Total                  | Total                                       | 2 684 | 100   |  |  |
| Abstention             | Abstention             | Abstention                                  | 3 585 | 57,19 |  |  |
| Inscrits/Participation | Inscrits/Participation | Inscrits/Participation                      | 6 269 | 42,81 |  |  |

|                        | Jennifer Robillard       | Avenir Repentigny                           | 1 286 | 62,49 |  |  |
|                        | Mélissa Pierre-Pinchinat | Repentigny Ensemble                         | 644   | 31,29 |  |  |
|                        | Nacima Saker             | Parti démocratique de Repentigny-Le Gardeur | 128   | 6,22  |  |  |
|                        |                          |                                             |       |       |  |  |
| Suffrages exprimés     | Suffrages exprimés       | Suffrages exprimés                          | 2 058 | 99,18 |  |  |
| Votes nuls             | Votes nuls               | Votes nuls                                  | 17    | 0,82  |  |  |
| Total                  | Total                    | Total                                       | 2 075 | 100   |  |  |
| Abstention             | Abstention               | Abstention                                  | 2 739 | 56,90 |  |  |
| Inscrits/Participation | Inscrits/Participation   | Inscrits/Participation                      | 4 814 | 43,10 |  |  |

|                        | Martine Gendron        | Avenir Repentigny                           | 1 339 | 49,91 |  |  |
|                        | Jean Langlois          | Parti démocratique de Repentigny-Le Gardeur | 799   | 29,78 |  |  |
|                        | Josée Laflamme         | Repentigny Ensemble                         | 545   | 20,31 |  |  |
|                        |                        |                                             |       |       |  |  |
| Suffrages exprimés     | Suffrages exprimés     | Suffrages exprimés                          | 2 683 | 98,82 |  |  |
| Votes nuls             | Votes nuls             | Votes nuls                                  | 32    | 1,18  |  |  |
| Total                  | Total                  | Total                                       | 2 715 | 100   |  |  |
| Abstention             | Abstention             | Abstention                                  | 3 103 | 53,33 |  |  |
| Inscrits/Participation | Inscrits/Participation | Inscrits/Participation                      | 5 818 | 46,67 |  |  |

|                        | Kevin Buteau           | Avenir Repentigny                           | 1 681 | 68,08 |  |  |
|                        | Éric Dostaler          | Repentigny Ensemble                         | 673   | 27,26 |  |  |
|                        | Jean-Pascal Nérisma    | Parti démocratique de Repentigny-Le Gardeur | 115   | 4,66  |  |  |
|                        |                        |                                             |       |       |  |  |
| Suffrages exprimés     | Suffrages exprimés     | Suffrages exprimés                          | 2 469 | 98,92 |  |  |
| Votes nuls             | Votes nuls             | Votes nuls                                  | 27    | 1,08  |  |  |
| Total                  | Total                  | Total                                       | 2 496 | 100   |  |  |
| Abstention             | Abstention             | Abstention                                  | 2 591 | 50,93 |  |  |
| Inscrits/Participation | Inscrits/Participation | Inscrits/Participation                      | 5 087 | 49,07 |  |  |

|                        | Chantal Routhier       | Avenir Repentigny                           | 1 536 | 62,72 |  |  |
|                        | Francine Cinq-Mars     | Repentigny Ensemble                         | 625   | 25,52 |  |  |
|                        | Éric Lachance          | Parti démocratique de Repentigny-Le Gardeur | 288   | 11,76 |  |  |
|                        |                        |                                             |       |       |  |  |
| Suffrages exprimés     | Suffrages exprimés     | Suffrages exprimés                          | 2 449 | 99,51 |  |  |
| Votes nuls             | Votes nuls             | Votes nuls                                  | 12    | 0,49  |  |  |
| Total                  | Total                  | Total                                       | 2 461 | 100   |  |  |
| Abstention             | Abstention             | Abstention                                  | 3 394 | 57,97 |  |  |
| Inscrits/Participation | Inscrits/Participation | Inscrits/Participation                      | 5 855 | 42,03 |  |  |

|                        | Normand Urbain         | Avenir Repentigny                           | 1 203 | 57,56 |  |  |
|                        | François Longpré       | Repentigny Ensemble                         | 582   | 27,85 |  |  |
|                        | Jacques Raymond        | Parti démocratique de Repentigny-Le Gardeur | 305   | 14,59 |  |  |
|                        |                        |                                             |       |       |  |  |
| Suffrages exprimés     | Suffrages exprimés     | Suffrages exprimés                          | 2 090 | 98,68 |  |  |
| Votes nuls             | Votes nuls             | Votes nuls                                  | 28    | 1,32  |  |  |
| Total                  | Total                  | Total                                       | 2 118 | 100   |  |  |
| Abstention             | Abstention             | Abstention                                  | 3 159 | 59,86 |  |  |
| Inscrits/Participation | Inscrits/Participation | Inscrits/Participation                      | 5 277 | 40,14 |  |  |